# Mała Synagoga w Łomży
Mała Synagoga w Łomży – nieistniejąca synagoga znajdująca się w Łomży na miejscu dawnego zamku przy ulicy Senatorskiej.
Synagoga została zbudowana w 1842 roku, z inicjatywy i funduszy jednej z żydowskich mieszkanek Łomży. Od 1860 roku, kiedy to wyburzono starą synagogę, do 1880 roku odgrywała rolę gminnej synagogi. Nie jest znana data zniszczenia synagogi.